# Craspedosis costimacula
Craspedosis costimacula är en fjärilsart som beskrevs av W. Warren 1906. Craspedosis costimacula ingår i släktet Craspedosis och familjen mätare. Inga underarter finns listade i Catalogue of Life.